# McCartney Kessler
McCartney Kessler (8 de julio de 1999) es una tenista profesional estadounidense.
Kessler tiene un ranking de individuales WTA más alto de su carrera, No. 46, logrado el 13 de enero de 2025. También fue No. 180 en dobles, logrado el 8 de abril de 2024.
Kessler hizo su debut en el cuadro principal de la WTA en el Torneo de Auckland 2024, luego de pasar la clasificación perdería en primera ronda ante la también clasificada Lulu Sun en dos set.
Para su debut en un Grand Slam, recibió una wild card en el Abierto de Australia 2024, enfrentaria en primera ronda a la clasificada Fiona Ferro a la cual derrotaría y así conseguir su primera victoria en un Grand Slam.
Paso la clasificación del Campeonato de Wimbledon 2024 y debutó en este Grand Slam.
También recibió una wildcard para el Abierto de Estados Unidos 2024, haciendo su debut en el Grand Slam de su país.
En agosto de 2024, siendo la 98 del mundo gana su primera título WTA, luego de recibir un wildcard para el Torneo de Cleveland 2024 evento WTA 250, el camino al título vencería en primera ronda a su compatriota y también wildcard Katrina Scott en 3 set, en segunda ronda venció a la preclasificada #4 y 41 del mundo Wang Xinyu también en 3 set, en cuartos de final venció a Arantxa Rus en 2 set, en semifinales a la preclasificada #5 y 44 del mundo Anastasia Potapova en 3 set. En la final entrentaria a la preclasificada #1 y 22 del mundo Beatriz Haddad Maia a quien derrotaria en 3 set y así ganar su primera título WTA.

## Títulos WTA (3; 3+0)

### Individual (3)
| Leyenda              |
| -------------------- |
| Grand Slam (0)       |
| Juegos Olímpicos (0) |
| WTA Finals (0)       |
| WTA 1000 (0)         |
| WTA 500 (0)          |
| WTA 250 (3)          |

| N.º | Fecha                | Torneo     | Superficie | Oponente en la final | Resultado     |
| --- | -------------------- | ---------- | ---------- | -------------------- | ------------- |
| 1.  | 24 de agosto de 2024 | Cleveland  | Dura       | Beatriz Haddad Maia  | 1-6, 6-1, 7-5 |
| 2.  | 11 de enero de 2025  | Hobart     | Dura       | Elise Mertens        | 6-4, 3-6, 6-0 |
| 3.  | 22 de junio de 2025  | Nottingham | Césped     | Dayana Yastremska    | 6-4, 7-5      |

#### Finalista (1)
| N.º | Fecha              | Torneo | Superficie | Oponente en la final | Resultado |
| --- | ------------------ | ------ | ---------- | -------------------- | --------- |
| 1.  | 2 de marzo de 2025 | Austin | Dura       | Jessica Pegula       | 5-7, 2-6  |

### Dobles (1)
| Leyenda              |
| -------------------- |
| Grand Slam (0)       |
| Juegos Olímpicos (0) |
| WTA Finals (0)       |
| WTA 1000 (1)         |
| WTA 500 (0)          |
| WTA 250 (0)          |

| N.º | Fecha               | Torneo   | Superficie | Pareja     | Oponentes en la final       | Resultado         |
| --- | ------------------- | -------- | ---------- | ---------- | --------------------------- | ----------------- |
| 1.  | 6 de agosto de 2025 | Montreal | Dura       | Coco Gauff | Taylor Townsend Shuai Zhang | 6-4, 1-6, [13-11] |

#### Finalista (1)
| N.º | Fecha              | Torneo | Superficie | Pareja      | Oponentes en la final  | Resultado        |
| --- | ------------------ | ------ | ---------- | ----------- | ---------------------- | ---------------- |
| 1.  | 2 de marzo de 2025 | Austin | Dura       | Zhang Shuai | Anna Blinkova Yuan Yue | 6-3, 1-6, [4-10] |

## Títulos WTA 125s

### Individuales (1–0)
| Resultado | Fecha                 | Torneo          | Superficie    | Oponente       | Puntaje       |
| --------- | --------------------- | --------------- | ------------- | -------------- | ------------- |
| Campeona  | 25 de febrero de 2024 | Puerto Vallarta | Tierra batida | Taylah Preston | 5-7, 6-3, 6-0 |